# Songs of a Lost World
Songs of a Lost World é o décimo quarto álbum de estúdio da banda britânica The Cure, lançado em 1 de novembro de 2024 por Fiction,:113 Lost Music, Universal, Polydor e Capitol Records. É o primeiro lançamento de material novo da banda em 16 anos, desde o lançamento de 4:13 Dream em 2008. Todas as canções foram compostas exclusivamente pelo vocalista/guitarrista Robert Smith, a primeira vez que isso aconteceu desde o álbum The Head on the Door, de 1985. É também o primeiro álbum de estúdio com o guitarrista Reeves Gabrels. Foi lançado um dia depois do Halloween, a pedido de Smith.
Após o lançamento, o álbum recebeu aclamação da crítica, com elogios especiais às letras, ao som sombrio e aos vocais de Smith.  Foi também um sucesso comercial, sendo seu primeiro álbum desde Wish (1992) a alcançar o primeiro lugar no Reino Unido, e também foi um dos álbuns mais vendidos de 2024, tendo em um ponto superado todo o top 10 da semana combinado. Também alcançou o primeiro lugar na Áustria, na Bélgica, na Dinamarca, na França, na Alemanha, na Grécia, na Holanda, na Polônia, na Suécia e na Suíça.
Foi eleito pela Loudwire como o 4º melhor álbum de rock de 2024.

## Posição nas paradas musicais
| Parada (2024)                                            | Melhor posição |
| -------------------------------------------------------- | -------------- |
| Austrália (ARIA)                                         | 5              |
| Áustria (Ö3 Austria Top 40)                              | 1              |
| Bélgica (Ultratop Flandres)                              | 1              |
| Bélgica (Ultratop Valônia)                               | 1              |
| Canadá (Billboard)                                       | 12             |
| República Tcheca (ČNS IFPI)                              | 29             |
| Dinamarca (Hitlisten)                                    | 1              |
| Países Baixos (Dutch Charts)                             | 1              |
| Finlândia (Suomen virallinen lista)                      | 7              |
| França (SNEP)                                            | 1              |
| França (SNEP Rock & Metal Albums)                        | 1              |
| Alemanha (Offizielle Deutsche Charts)                    | 1              |
| Grécia (IFPI)                                            | 1              |
| Hungria (MAHASZ)                                         | 7              |
| Islândia (Tónlistinn)                                    | 17             |
| Irlanda (Official Irish Albums)                          | 3              |
| Itália (FIMI)                                            | 2              |
| Japão (Oricon Digital Albums)                            | 45             |
| Lituânia (AGATA)                                         | 80             |
| Nova Zelândia (RMNZ)                                     | 3              |
| Noruega (VG-lista)                                       | 5              |
| Polónia (ZPAV)                                           | 1              |
| Portugal (AFP)                                           | 1              |
| Escócia (Official Scottish Albums)                       | 1              |
| Eslováquia (ČNS IFPI)                                    | 88             |
| Espanha (PROMUSICAE)                                     | 2              |
| Suécia (Sverigetopplistan)                               | 1              |
| Suíça (Schweizer Hitparade)                              | 1              |
| Reino Unido (Official Albums Chart)                      | 1              |
| Estados Unidos (Billboard 200)                           | 4              |
| Estados Unidos (Billboard Top Rock & Alternative Albums) | 1              |

| Parada (2024)                 | Posição |
| ----------------------------- | ------- |
| Áustria (Ö3 Austria)          | 45      |
| Bélgica (Ultratop Flanders)   | 33      |
| Bélgica (Ultratop Wallonia)   | 24      |
| França (SNEP)                 | 62      |
| Alemanha (Offizielle Top 100) | 20      |
| Polônia (ZPAV)                | 89      |
| Espanha (PROMUSICAE)          | 94      |
| Suíça (Schweizer Hitparade)   | 15      |